# Aureliano Torres
Aureliano Torres (Assunção, 16 de junho de 1982) é um futebolista paraguaio, medalhista olímpico de prata.

## Carreira
Formou parte dos Jogos Olímpicos de Atenas 2004, onde ganhou a medalha de prata pelo Paraguai, que conseguiu as quartas-de-final com duas vitórias, e depois de terem terminado em 2º na liga, golpearam a Coreia do Sul nas quartas-de-final, e o Iraque nas semi-finais, antes de perder para a Argentina na final.
Em 2007, Torres foi contratado pelo San Lorenzo e em sua temporada de estreia, o clube ganhou o "Torneio Clausura".

## Títulos
San Lorenzo de Almagro
- Campeonato Argentino: (2007 Clausura)

Peñarol
- Campeonato Uruguaio: 2012–13